# Nancy Sumari
Nancy Abraham Sumari (Arusha, 7 agosto 1986) è una modella tanzaniana, incoronata Miss Tanzania 2005 e Regina continentale Africa in occasione di Miss Mondo 2005, dove si classificò fra le prime sei finaliste.
Figlia di Abraham Simango Sumari, Nancy Sumari è la terza di cinque figli, compresa Nakaaya Sumari, una delle protagoniste del reality show Tusker Project Fame. Ha studiato a Nairobi, in Kenya presso la scuola femminile dove si è diplomata nel 2004. Successivamente ha frequentato giurisprudenza presso l 'e diplomandosi nel 2004 e successivamente unire l'Università di Nairobi.